# Mistrzostwa Oceanii w Judo 2011
24. Mistrzostwa Oceanii w judo odbywały się w dniach 16-17 kwietnia 2011 roku w Papeete w Polinezji Francuskiej. W tabeli medalowej tryumfowali zapaśnicy z Australii.

## Klasyfikacja medalowa
| Miejsce | Państwo             |    |    |    | Razem |
| ------- | ------------------- | -- | -- | -- | ----- |
| 1       | Australia           | 10 | 9  | 4  | 23    |
| 2       | Nowa Zelandia       | 2  | 3  | 6  | 11    |
| 3       | Nowa Kaledonia ()   | 1  | 4  | 4  | 6     |
| 4       | Polinezja Francuska | 1  | 0  | 2  | 3     |
| 5       | Fidżi               | 0  | 1  | 1  | 2     |
| Razem   | Razem               | 14 | 14 | 17 | 45    |

## Medaliści

### Mężczyźni
| Konkurencja: | Złoto:         | Srebro:                   | Brąz:                             |
| −60 kg       | Matt D’Aquino  | Arnie Dickins             | Corentin Le Goff Cyril Chevalier  |
| −66 kg       | Ivo Dos Santos | Steven Brown              | Alister Leat                      |
| −73 kg       | Sean Choi      | Abedias Trindade de Abreu | Lee Calder Nikola Pejic           |
| −81 kg       | Brent Iverson  | Mark Brewer               | Josateki Naulu Jonathan Berger    |
| −90 kg       | Mark Anthony   | Ryan Dill-Russell         | David Chevalier Priscus Fogagnolo |
| −100 kg      | Daniel Kelly   | Jason Koster              | Duke Didier                       |
| ponad 100 kg | Jérémy Picard  | Jake Andrewartha          | Stéphane Courtine                 |

### Kobiety
| Konkurencja:  | Złoto:            | Srebro:          | Brąz:                  |
| −48 kg        | Elodie Foeillet   | Alice Coppleman  | Hannah Downing         |
| −52 kg        | Hannah Trotter    | Sonya Chervonsky | Emma Rouse Cindy Rival |
| −57 kg        | Carli Renzi       | Margi Corfios    | Darcina Manuel         |
| −63 kg        | Kylie Koenig      | Stevie Kelly     | Mahana Clutha          |
| −70 kg        | Moira de Villiers | Deborah Hill     | Sara Collins           |
| −78 kg        | Isabella Kopecny  | Stephanie Grant  | ----                   |
| powyżej 78 kg | Janelle Shepherd  | Sisilia Nasiga   | ----                   |